# Cătunu (gmina Drajna)
Cătunu – wieś w Rumunii, w okręgu Prahova, w gminie Drajna. W 2011 roku liczyła 362 mieszkańców.